# Мовчанівка (Тернопільський район)
Мовча́нівка — село в Україні, у Підволочиській селищній громаді Тернопільського району Тернопільської області. Розташоване на сході району. До 2015 підпорядковувалося Кам'янківській сільській раді.
Від вересня 2015 року ввійшло у склад Підволочиської селищної громади.
Населення — 427 осіб (2001).

## Історія
Перша письмова згадка – 1564 р., згодом згадане у 1623 р. Назва походить, імовірно, від прізвища Мовчан. 
У 1880 р. в селі проживало 628 осіб, велика земельна власність належала Розенштайнам. 
1903 р. в Мовчанівці споруджено костел, зруйнований після німецько-радянської війни. Діяли філії “Просвіти” та інших українських товариств, кооператива. 
1930 р. в початковій школі навчалося 110 дітей. 
1931 р. в селі – 810 жителів. 
1934–1939 рр. Мовчанівка належала до ґміни Богданівка.
Перша писемна згадка — 1623 рік. (?)
Діяли товариства «Просвіта» та інші організації.
12 червня 2020 року, відповідно до розпорядження Кабінету Міністрів України  № 724-р «Про визначення адміністративних центрів та затвердження територій територіальних громад Тернопільської області», увійшло до складу Підволочиської селищної громади.
19 липня 2020 року, в результаті адміністративно-територіальної реформи та ліквідації Підволочиського району, село увійшло до складу новоствореного Тернопільського району.

## Населення

### Мова
Розподіл населення за рідною мовою за даними перепису 2001 року:
| Мова       | Відсоток |
| ---------- | -------- |
| українська | 99,53%   |
| російська  | 0,47%    |

## Відомі люди

### В Мовчанівці народилися
Лагун Андрій Ярославович (30.10.1988 — 15.03.2025) — учасник російсько-української війни.

## Релігія
- церква святих апостолів Петра і Павла (кам'яна, споруджена 1905, відреставрована 1991, ПЦУ).

## Соціальна сфера

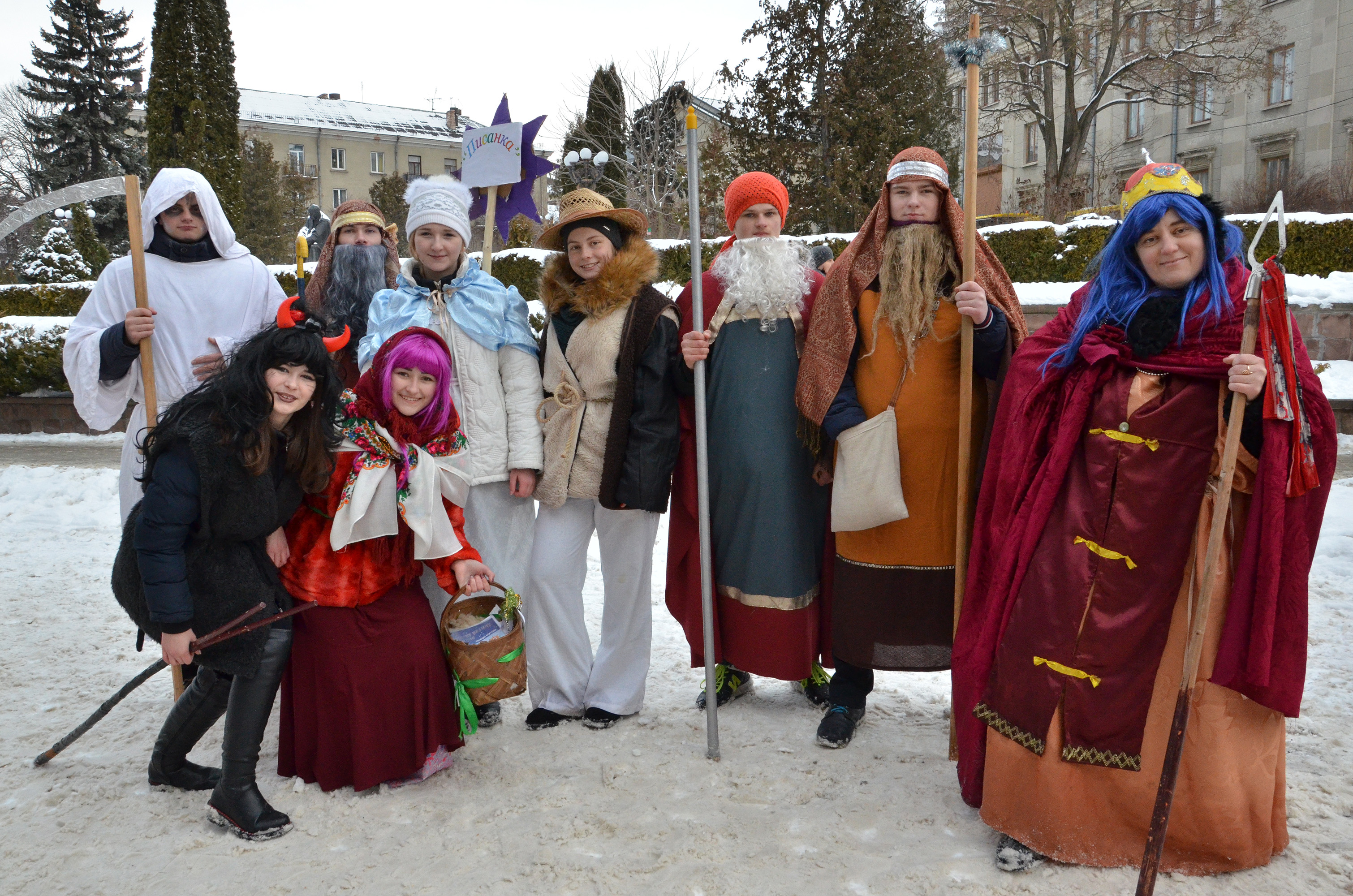
Дитячий театральний колектив «Писанка»

Працюють ЗОШ І-ІІ ступенів, бібліотека.
Є дитячий театральний колектив «Писанка».

## Галерея

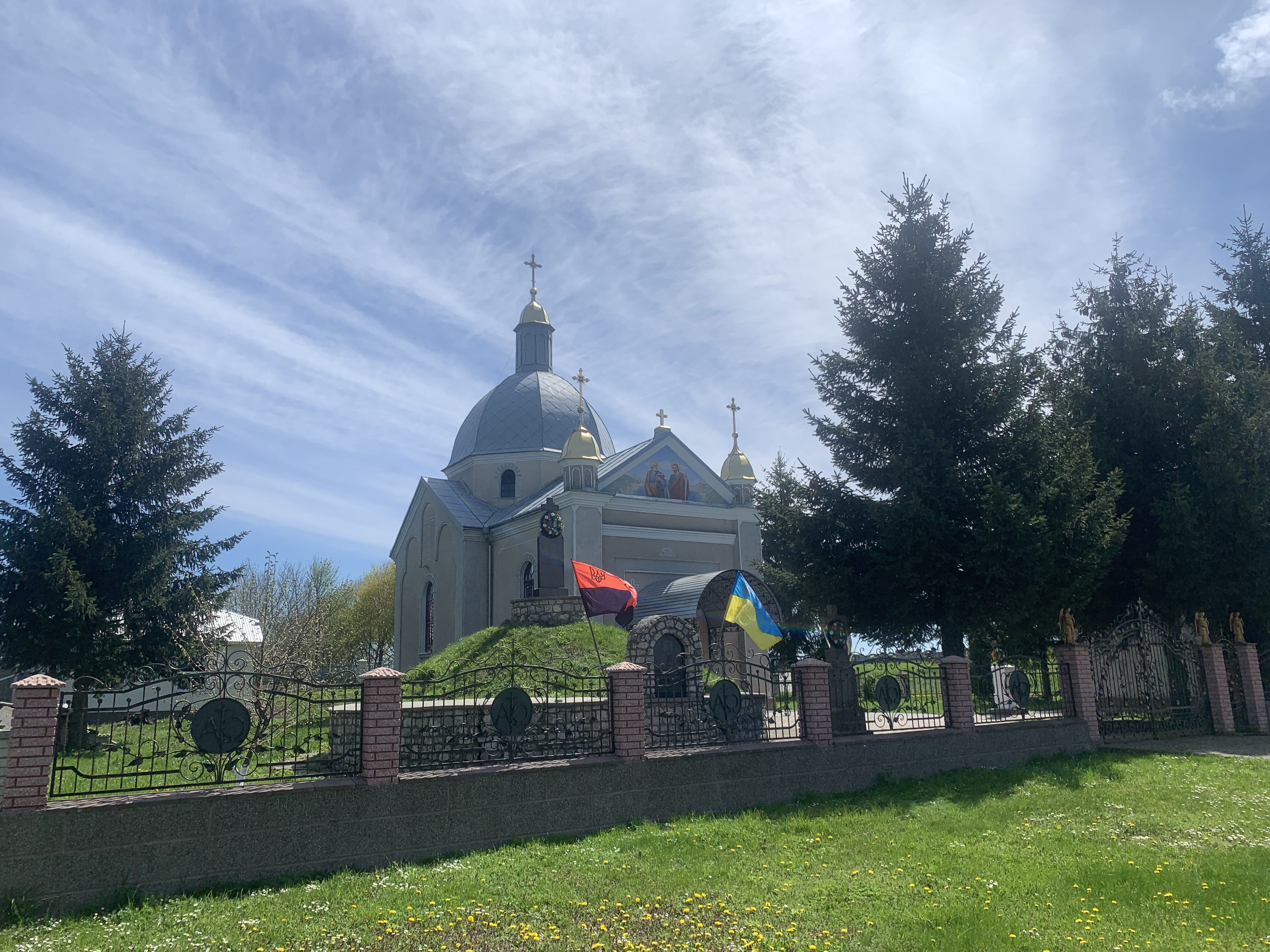
Церква апостолів Петра і Павла
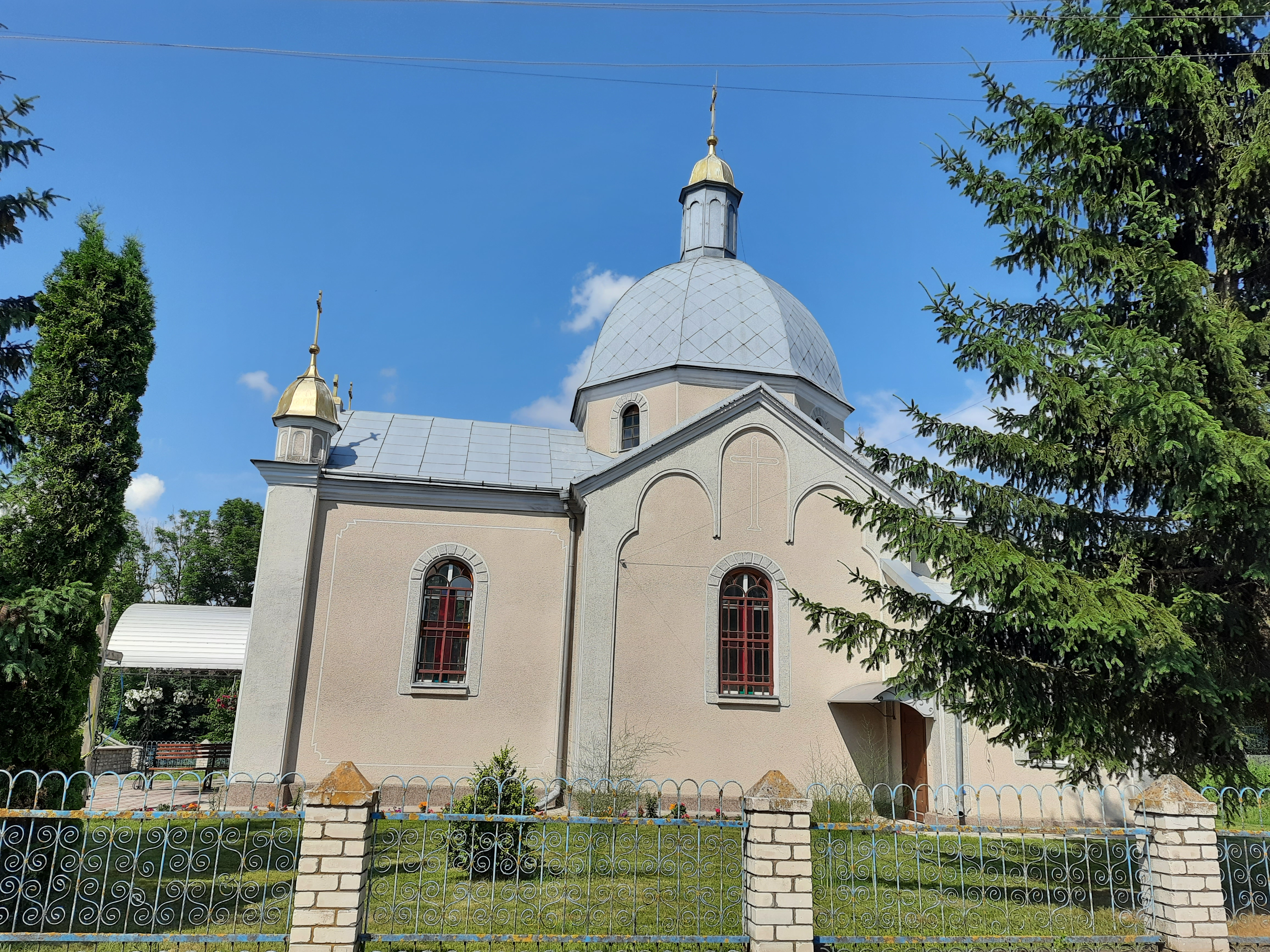
Церква Святих Апостолів Петра і Павла
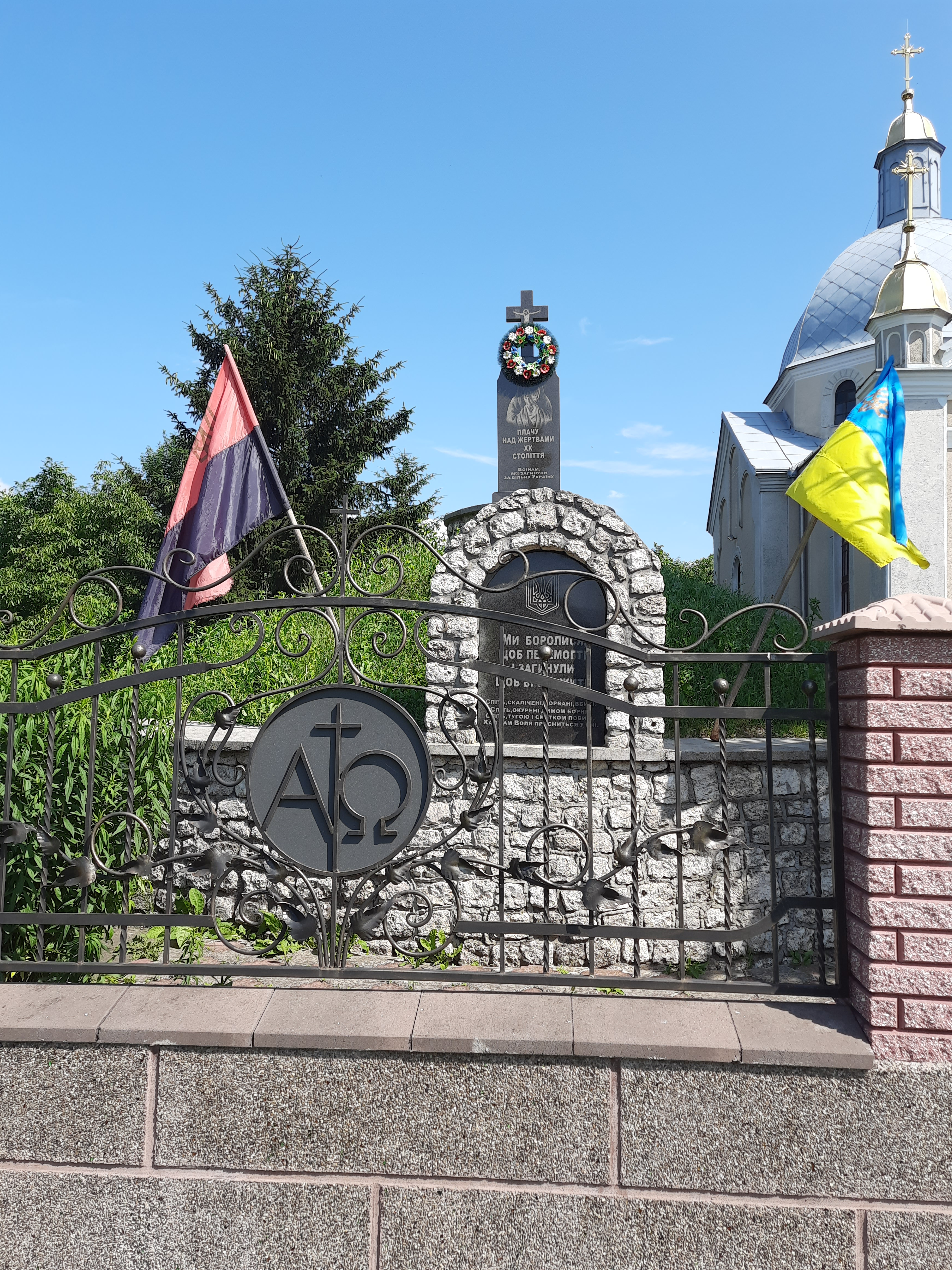
Пам'ятний знак Борцям за волю України
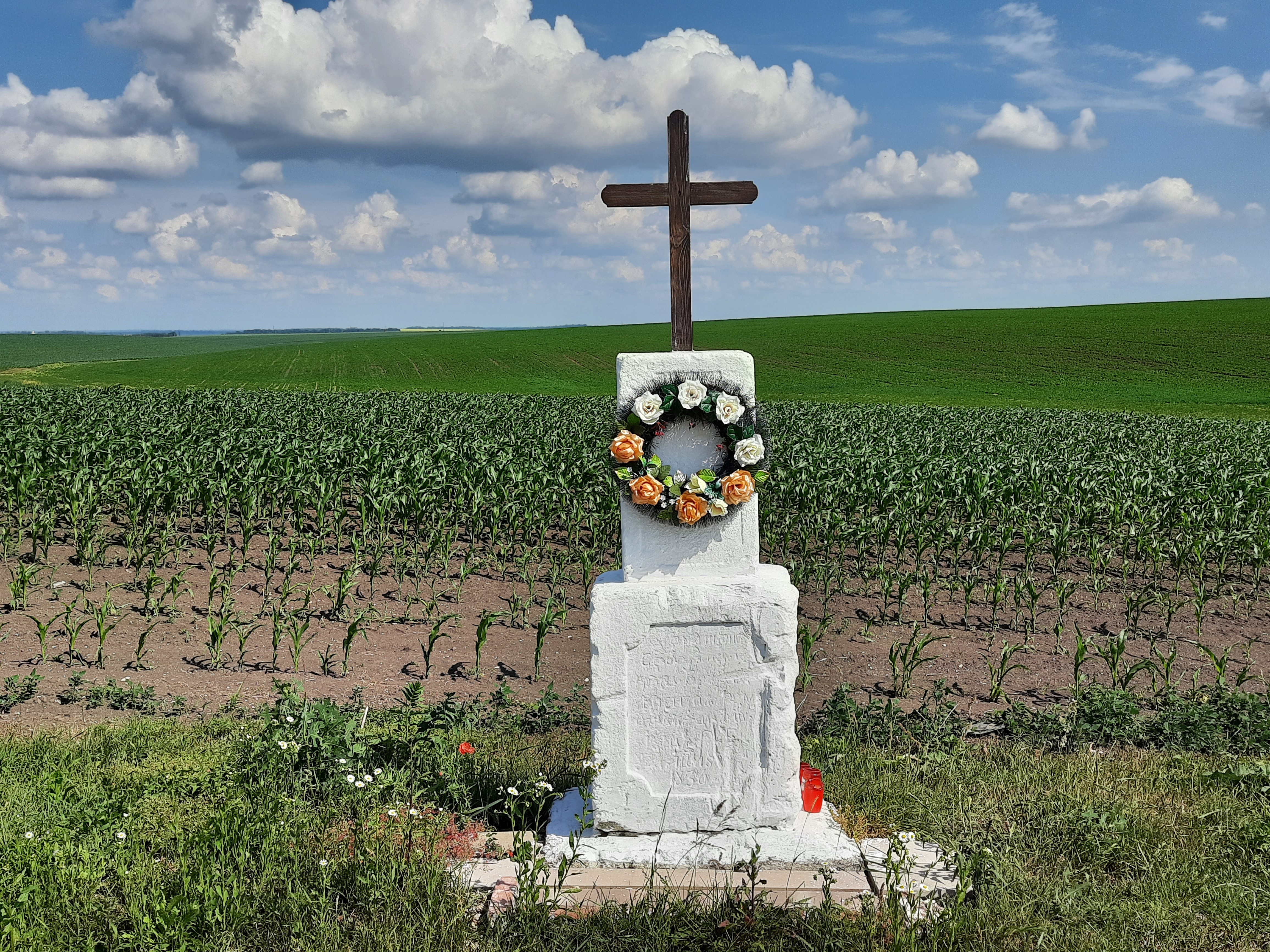
Пам'ятний хрест на околиці села
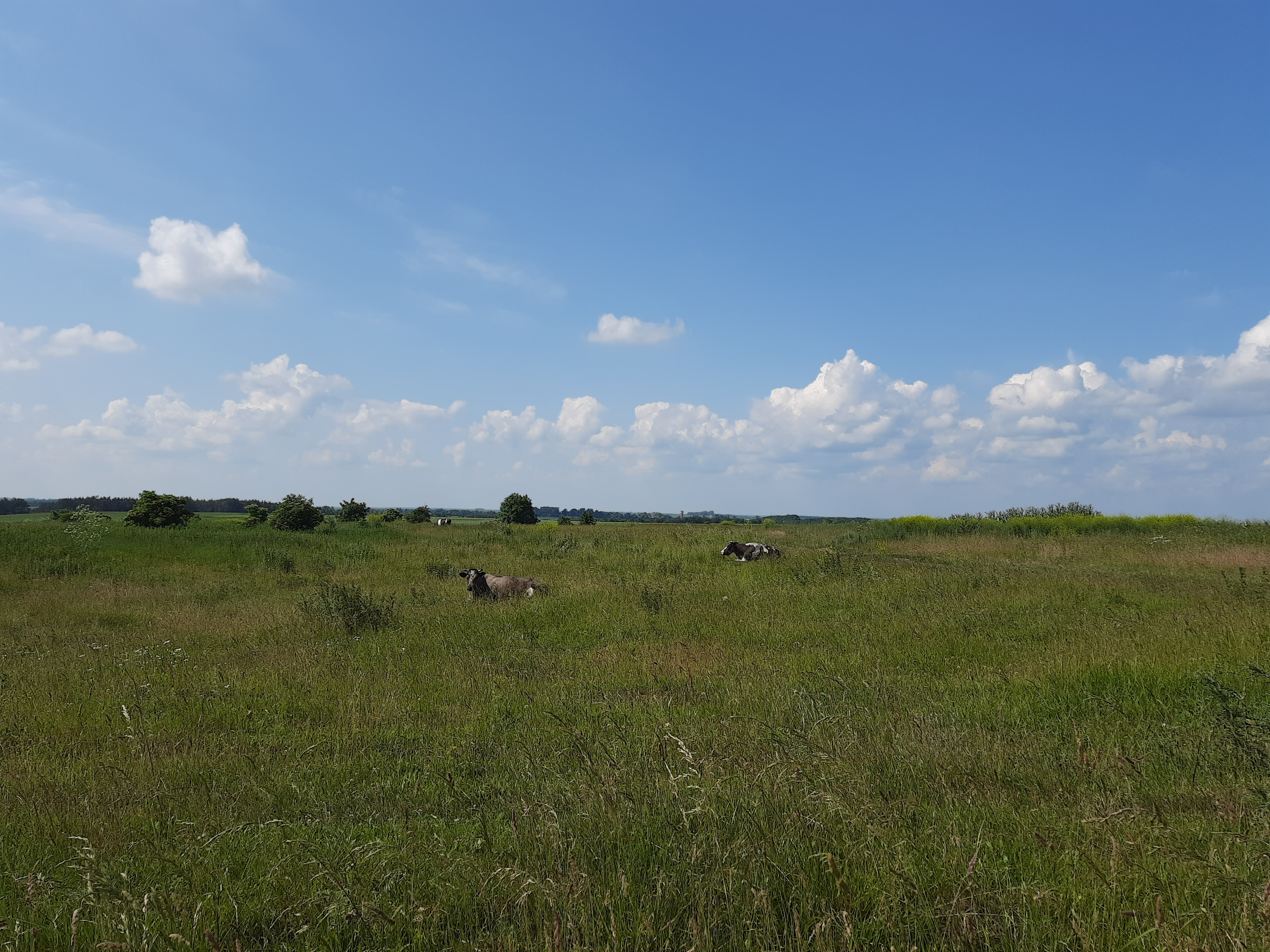
Краєвид біля села